# Isaac Kola
Isaac Kola is een Peruaans frisdrankmerk dat wordt geproduceerd door het bedrijf Embotelladora Don Jorge S.A.C. in Lima. Isaac Kola is een relatief nieuw merk op de Peruaanse markt, geïntroduceerd in 2002 als tegenhanger van Inca Kola, na de overname van Inca Kola door The Coca-Cola Company. De frisdrank heeft dezelfde gele kleur en de zoete smaak als zijn concurrent.
Isaac Kola wordt verkocht in glazen flessen van 500 ml en in petflessen met een inhoud van 500 ml, 2 liter en 3 liter.